# Valéran III de Nassau
Valéran III de Nassau (en allemand Walram III. von Nassau), né en 1354, décédé en 1393.
Il fut comte de Nassau-Wiesbaden, comte de Nassau-Idstein de 1370 à 1393.

## Famille
Fils de Adolphe Ier de Nassau et de Marguerite de Nuremberg.
En 1374, Valeran III de Nassau épousa Berthe von Westerburg (décédée en 1418), (fille de Jean III de Westerburg)
Deux enfants sont nés de cette union :
- Marguerite de Nassau (décédée en 1432), en 1398 elle épousa le comte Henri IV von Waldeck in Waldeck

- Adolphe II de Nassau, comte de Nassau-Wiesbaden

Valeran III de Nassau appartint à la première branche de la Maison de Nassau, cette lignée de Nassau-Wiesbaden-Idstein appartint à la tige Valmérienne, elle s'éteignit en 1605 avec Jean-Louis II de Nassau.